# 三面人形牆探案
《三面人形牆探案》是柯南·道爾所著的福爾摩斯探案的56個短篇故事之一，收錄於《福爾摩斯檔案簿》。

## 故事簡介
有人欲購買梅白利女士居住的房屋，但要求包括家中所有的物件，梅白利女士感到十分奇怪，於是向福爾摩斯求助，福爾摩斯認為買家其實是想得到房屋中的某樣東西，梅白利女士指家中只有死去的兒子的遺物是最近才在家中出現，福爾摩斯吩咐她好好點算當中的物件，過些日子再算。怎料到當晚梅白利女士家中就出現偷竊。福爾摩斯查出偷竊案的主謀是一名風塵女子，該風塵女子指自己曾經與梅白利女士的兒子有過一段感情，但不想被人知道，於是偷走梅白利女士兒子將兩人關係寫成故事文稿。